# 豊後津久見橋
豊後津久見橋（ぶんごつくみばし）は、大分県津久見市大字下青江と門前町に架かる、東九州自動車道の橋である。

## 概要
津久見インターチェンジの佐伯側に建設され、津久見 - 佐伯間に架橋される橋としては最長となる。
JR日豊本線、青江川、小園川、国道217号、そしてその上を交差する、太平洋セメント・日鉄鉱業の石灰石運搬用ベルトコンベアの更に上に架橋された橋である。また、南詰付近は門前地区の住居の上空を架橋しつつ、橋梁上空を高圧線が通過する。地上及び上空に交差物件が複数存在する中での工事が実施されるという、きわめて難しい条件の中、下部工（橋脚数）に制約がかかったため、最大支間長が118mとなっている。さらに、起点側に津久見ICが設置されたため、起点側の一部幅員が拡大する、という特殊構造となっている。

## 諸元
- 全長：546.0 m
- 幅員：10.02m ～ 15.674m
- 道路企画 第1種第2級（B規格）
- 最大支間長：118.75 m
- 構造：PC6径間連続波型鋼版ウエブ箱桁橋
- 上床板支間割：68.4 m + 118.75 m + 2 × 119.25 m + 73.75 m + 44.4 m
- 線形: R-4600m～R3000m=A1000～R=1900m（起点から見て右カーブ）
- 工法：片持工法、波型鋼版ウエブ形式
- 発注者：日本道路公団
- 施工者：オリエンタル建設・安部日鋼工業JV

諸元およびテンプレート出典